# Kent State Golden Flashes

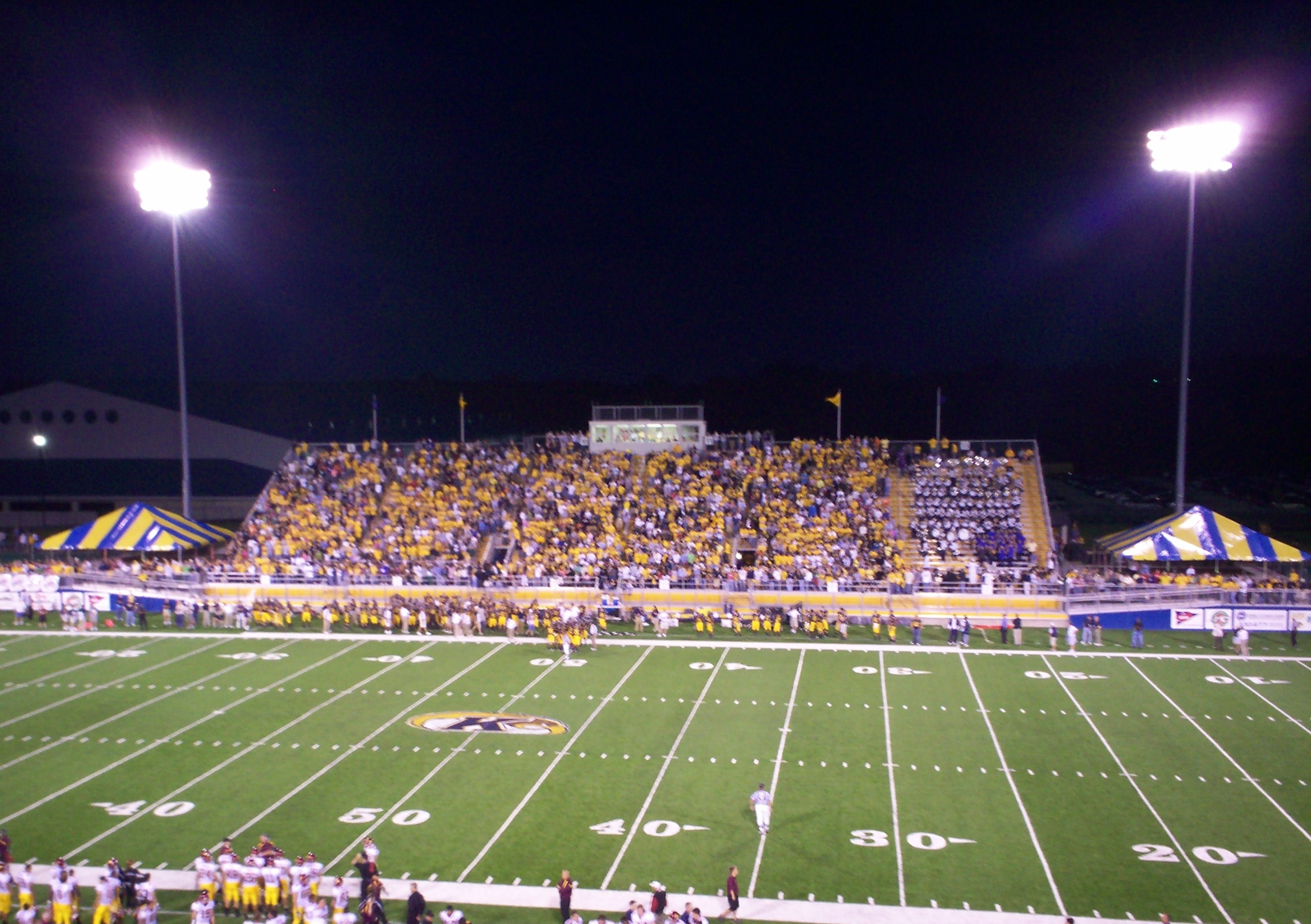
Dix Stadium

Kent State Golden Flashes (español: Flashes dorados del Estado de Kent), o simplemente Flashes, es el equipo deportivo de la Universidad Estatal de Kent, situada en Kent, Ohio. Los equipos de los Golden Flashes participan en las competiciones universitarias organizadas por la NCAA, y forma parte de la Mid-American Conference.

## Programa deportivo
Los Golden Flashes participan en las siguientes modalidades deportivas:

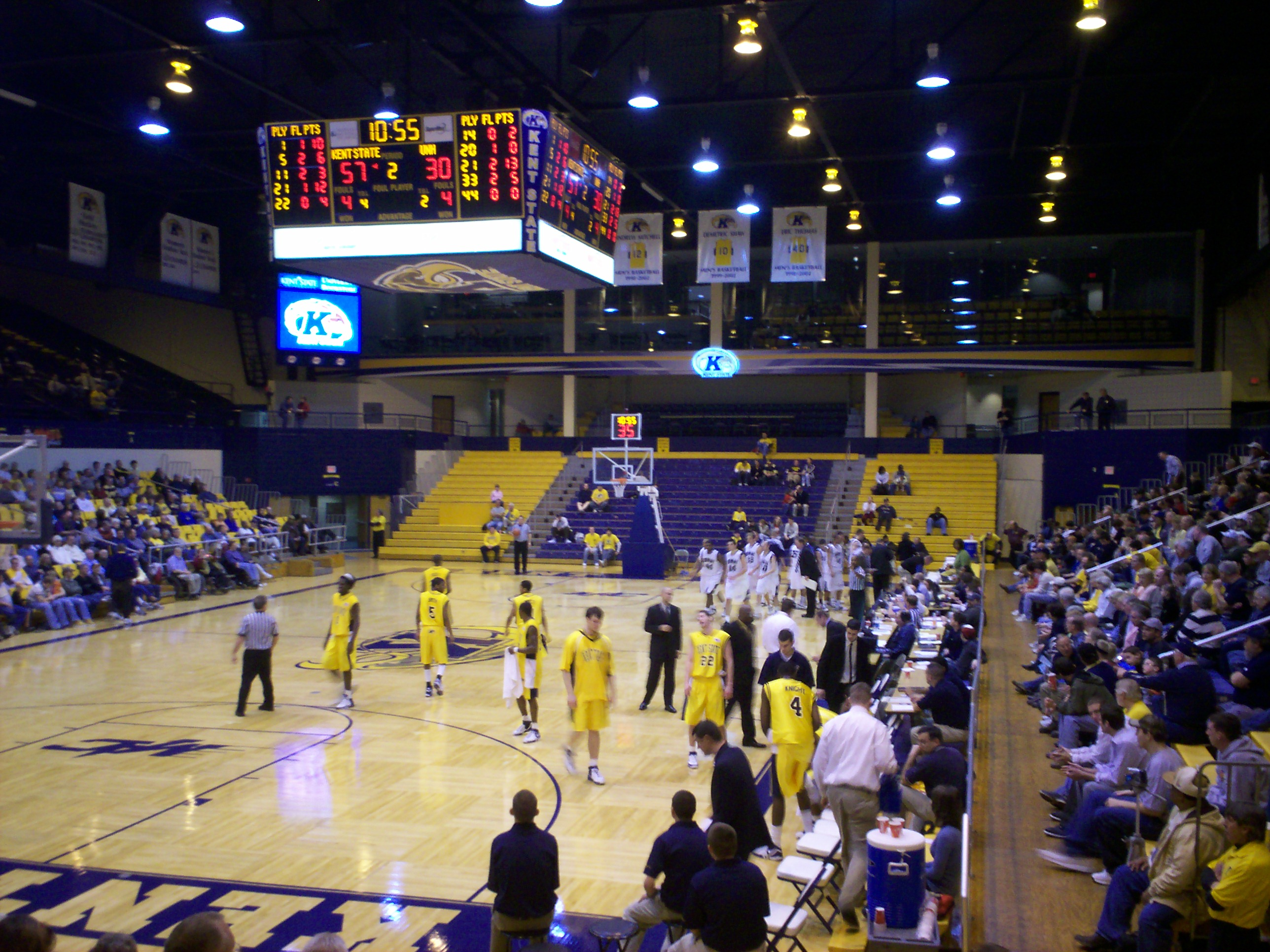
Memorial Athletic and Convocation Center.

| - Masculino - Atletismo - Atletismo cubierta - Baloncesto - Béisbol - Cross - Lucha libre - Fútbol americano - Golf | - Femenino - Atletismo - Atletismo cubierta - Baloncesto - Cross - Fútbol - Hockey sobre hierba - Golf - Gimnasia - Lacrosse - Sóftbol - Voleibol |

### Baloncesto
El equipo de baloncesto data de 1913, y es el primer deporte que se practicó en la universidad. Desde entonces, han conseguido 4 Títulos de Conferencia y 2 campeonatos de la Fase Regular. Han conseguido llegar en 4 ocasiones a la fase final del Torneo de la NCAA, con un balance de 4 victorias y 4 derrotas, consiguiendo su mejor resultado en 2002, cuando llegaron a octavos de final. También ha participado en 7 ocasiones en el NIT, con un mejor resultado en el año 2000, cuando llegaron a cuartos de final.
Solamente 3 jugadores han llegado a jugar en la NBA, y ninguno de ellos ha llegado a jugar más de una temporada completa. Sin embargo, un jugador en el equipo de 2002, Antonio Gates, se convirtió en uno de los mejores ala cerrada en la historia de la NFL.